# Jorge Bolet
Jorge Bolet  (n. 15 noiembrie 1914, Havana - d. 16 octombrie 1990, Mountain View, California) a fost un pianist, dirijor și profesor cubanez. Bolet a fost unul dintre ultimii mari virtuozi ai pianului formați în tradiția secolului al XIX-lea de Leopold Godowsky și Moritz Rosenthal. A fost un mare interpret al muzicii romantice pentru pian, în mod deosebit al muzicii lui Franz Liszt și a lui Frédéric Chopin, recunoașterea pe plan internațional venind însă destul de târziu, după 1960.